# Masters de París 1998
El Masters de París 1998 fue un torneo de tenis jugado sobre moqueta. Fue la edición número 27 de este torneo. Se celebró entre el 2 de noviembre y el 9 de noviembre de 1998. 

## Campeones

### Individuales masculinos
Greg Rusedski vence a  Pete Sampras 6–4, 7–6(4), 6–3.

### Dobles masculinos
Mahesh Bhupati /  Leander Paes vencen a  Jacco Eltingh /  Paul Haarhuis, 6–4, 6–2
| Predecesor: París 1997 | Masters de París 1998 | Sucesor: París 1999 |